# Константин фон Залм-Залм
Константин Александер Йозеф Йохан Непомук фон Залм-Залм (на немски: Constantin Alexander Joseph Johann Nepomuk, Fürst zu Salm-Salm; * 22 ноември 1762, Хогстратен; † 25 февруари 1828, Карлсруе) е 3. княз на Залм-Залм във Вогезите.

## Биография
Той е син на вилд- и Рейнграф Фридрих Ернст Максимилиан фон Залм-Залм (1732 – 1773), херцог на Хогстратен, и съпругата му ландграфиня Мария Луиза Елеонора фон Хесен-Рейнфелс-Ротенбург (1729 – 1800), внучка на ландграф Ернст II Леополд фон Хесен-Ротенбург (1684 – 1749), дъщеря на наследствен принц Йозеф фон Хесен-Райнфелс-Ротенбург (1705 – 1744) и принцеса Кристина цу Залм-Ньофвил (1707 – 1775).
Константин фон Залм-Залм наследява чичо си 2. княз Лудвиг фон Залм-Залм на 29 юли 1778 г. като 3. княз на Залм-Залм. Той сам се обявява за пълнолетен.
Още през 1790 г. Константин фон Залм-Залм напуска страната си, която е в опасност от революцията и се настанява в новата си главна резиденция дворец Анхолт в неговото Господство Анхолт във Вестфалия. През юли 1806 г. княз Константин фон Залм-Залм и княз Фридрих IV фон Залм-Кирбург са основатели на Рейнския съюз под протектората на Наполеон.
През 1826 г. католикът Константин взема протестантската вяра.
Константин фон Залм-Залм умира на 25 февруари 1828 г. на 65 години в Карлсруе. Погребан е в гробната капела Анхолт, която престроява като гробно място на своя род през 1804 г.

## Фамилия
Първи брак: на 31 декември 1782 г. в Пютлинген с принцеса Виктория Фелицитас фон Льовенщайн-Вертхайм-Рошфор (* 2 януари 1769, Нанси; † 29 ноември 1786, Сенонес), дъщеря на принц Теодор Александер фон Льовенщайн-Вертхайм-Рошфор (1722 – 1780) и графиня Катарина Луиза Елеонора фон Лайнинген-Даксбург-Хартенбург (1735 – 1805). Те имат две деца:
- Мария Виктория фон Залм-Залм (* 1 август 1784; † 3 април 1786)
- Вилхелм Флорентин Лудвиг Карл фон Залм-Залм (* 17 март 1786, Сенонес; † 2 август 1846, Анхолт), 4. княз на Залм-Залм, женен на 21 юли 1810 г. в замък Наполеонсхьое, Касел, за Фламиния Роси (* 21 юли 1795, Аячио, Корсика; † 20 декември 1840); баща на Алфред Константин фон Залм-Залм (1814 – 1886), 5. княз на Залм-Залм

Втори брак: на 4 февруари 1788 г. във Винор, Бохемия, с графиня Мария Валпургис фон Щернберг-Мандершайд (* 11 май 1770; † 16 юни 1806), дъщеря на граф Йохан Франц Кристиан Филип фон Щернберг (1732 – 1811) и графиня Августа Доротея фон Мандершайд-Бланкенхайм (1744 – 1811). Те имат седем деца:
- Кристиан Филип Август Феликс фон Залм-Залм (* 1791; † 1791)
- Георг Леополд Максимилиан Кристиан фон Залм-Залм (* 12 април 1793; † 20 ноември 1836), женен на 29 април 1828 г. за графиня Мария фон Щернберг (* 4 май 1802; † 4 октомври 1870)
- Елеонора Вилхелмина Луиза фон Залм-Залм (* 6 декември 1794, Майнберг; † 6 януари 1871, замък Дюлмен), омъжена на 21 юни 1819 г. в Анхолт за 10. херцог Алфред фон Крой (* 22 декември 1789, Аахен; † 14 юли 1861, Дюлмен)
- Йохана Вилхелмина Августа фон Залм-Залм (* 5 август 1796, Анхолт; † 22 ноември 1868, Дюселдорф), омъжена на 28 юли 1824 г. в Анхолт за принц Филип фон Крой (* 26 ноември 1801, Виена; † 2 август 1871, Емс)
- Августа Луиза Марияфон Залм-Залм (* 29 януари 1798; † 10 март 1837)
- София фон Залм-Залм (* 1 ноември 1799)
- Франц Йозеф фон Залм-Залм (* 5 юли 1801, Хертен; † 31 декември 1842, Бон), женен на 24 март 1841 г. в Клайнхойбах за принцеса Йозефа Мария Йозефина София фон Льовенщайн-Вертхайм-Розенберг (* 9 август 1814, Нойщат ам Майн; † 9 януари 1876, Кройцнах)

Трети брак: на 12 юни 1810 г. в Хага с Катарина Бендер (* 19 януари 1791, Франкфурт на Майн; † 13 март 1831), дъщеря на Йохан Кристоф Бендер и Доротея Дюринг. Тя е направена на фрау Залм де Лоон от пруския крал на 28 септември 1830 г. Те имат пет сина, които имат титлата графове фон Залм-Хогстратен:
- Ото Лудвиг Освалд фон Залм-Хогстратен (* 30 август 1810, Анхолт; † 11 май 1869, Тегернзе), женен I. на 20 ноември 1834 г. в Дрезден за фрайин Ернестина фон Фарнбулер (* 30 август 1814; † 29 юли 1839), II. на 12 август 1848 г. за фрайин Паулина фон Шпет (* 26 януари 1830; † април 1915, Бриксен)
- Конрад (Едуард) Август Георг фон Залм-Хогстратен (* 8 септември 1812; † 18 май 1886, Гьорц), женен на 27 септември 1845 г. за София фон Рор (* 30 май 1824; † 11 януари 1891, Гьорц)
- Рудолф Херман Вилхелм Флорентин Август фон Залм-Хогстратен (* 9 септември 1817, Анхолт; † 2 декември 1869, Форде), женен на 4 октомври 1839 г. за графиня Емилия фон Борке (* 9 февруари 1822, Хюте; † 27 февруари 1874, Хайделуст при Динслакен)
- Албрехт Фридрих Лудвиг Йохан фон Залм-Хогстратен (* 3 септември 1819, Анхолт; † 2 април 1904, Меран), женен на 13 август 1843 г. в Аурих за графиня Луиза фон Болен (* 21 февруари 1819, Аурих; † 20 октомври 1875, Мюнхен)
- Херман Йохан Игнац Фридрих фон Залм-Хогстратен (* 13 юни 1821, Париж; † 24 септември 1902, Бон)